# Festival de la Cançó d'Eurovisió Àsia
El Festival de la Cançó d'Eurovisió Àsia —Eurovision Asia Song Contest (anglès)— és un concurs organitzat per la Unió de Radiodifusió d'Àsia-Pacífic (UAR), a imatge i semblança del Festival de la Cançó d'Eurovisió, però pels països de la
regió Àsia-Pacífic. La idea va sorgir en l'any 2017 i la seva primera edició seria a l'any següent, però va ser cancel·lat per falta de participants i va plantejar celebrar-la l'any 2019. Avui dia, encara no s'ha dut a terme i ha quedat en l'aire, malgrat que 17 dels països que formen la UAR havien confirmat la seva participació.

## Seus
| Any  | País      | Ciutat     | Lloc                             | Presentador | Participants |
| ---- | --------- | ---------- | -------------------------------- | ----------- | ------------ |
| 2019 | Austràlia | Gold Coast | Convention and Exhibition Centre | Cancel·lat  | Cancel·lat   |

## Participació
No és necessari ser membre de la UAR per a participar. Qualsevol país de la zona Àsia-Pacífic pot fer-ho.
La televisió d'Austràlia, SBS, va dir que volien fer el primer festival (a més Singapur i Hong Kong també van dir que estaven interessats) i que se celebrarà al Centre de Convencions i Exposicions de la ciutat de Gold Coast, en Queensland. Tot i així, aquest informe ha estat refutat.
| Any  | Països segons el seu debut                 |
| ---- | ------------------------------------------ |
| 2019 | Austràlia, Índia, Japó, Nova Zelanda, Xina |